# کابلشکووو (استان دوبریچ)
کابلشکووو (به بلغاری: Kableshkovo) یک منطقهٔ مسکونی در بلغارستان است که در شهرستان ترول واقع شده‌است.